# Micropostega
Micropostega é um gênero de mariposa pertencente à família Acrolepiidae.